# Westelijke Nederzetting

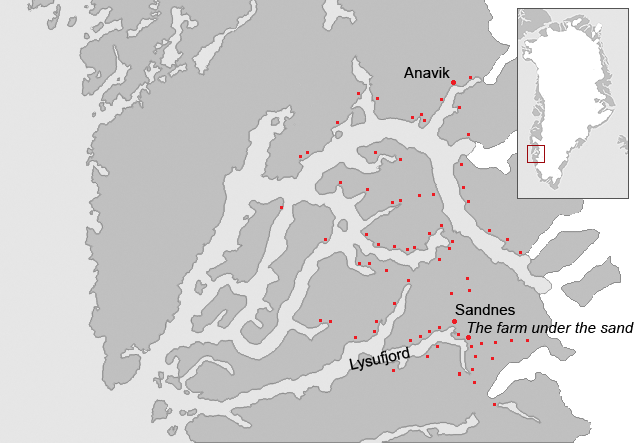
Kaart van de Westelijke Nederzetting der Noormannen in middeleeuws Groenland. Het gebied viel ongeveer samen met de huidige gemeente Nuuk. De bekende boerderijen en kerken en enkele waarschijnlijke aardrijkskundige namen zijn op de kaart weergegeven (deze zijn de Engelse spellingswijzen van de Oudnoordse namen). De rode stippen geven bekende boerderijbouwvallen aan. The farm under the sand ("boerderij onder zand") is bij archeologen beter bekend onder de Deense naam Gården under sandet - GUS

De Westelijke Nederzetting (Oudnoords: Vestribygð of Vestribyggð) was het kleinere van de twee gebieden in Groenland die vanaf circa 985 werden gekoloniseerd door Noordse boeren uit IJsland (de andere nederzetting was de Oostelijke Nederzetting). 

## Geografie
Ondanks haar naam lag de Westelijke Nederzetting meer noordelijk dan westelijk van haar gezel. Ze bevond zich ook aan de zuidwestelijke kust van Groenland aan het hoofd van een lange fjord, verder landinwaarts dan het huidige Nuuk (Godthåb in het Deens). De grootste boerderij in de Westelijke Nederzetting was Sandnæs (Sandnes).

## Geschiedenis
Van de Westelijke Nederzetting is veel minder bekend dan de Oostelijke, er zijn weinig verwijzingen in geschreven bronnen en geen onmiddellijke beschrijvingen in de middeleeuwse bronnen op Groenland. In 1261 werden de beide gebieden ingelijfd door Noorwegen; samen werden ze de Groenlandse kolonie. Op haar hoogtepunt had de Westelijke Nederzetting waarschijnlijk zo'n 1000 inwoners. Haar kleinere omvang kwam door de kortere groeitijd voor gewassen.
De nederzetting wordt voor het laatst genoemd in de jaren 1340, toen een schip onder leiding van Ivar Bardarson, een priester uit de Oostelijke Nederzetting en vertegenwoordiger van het bisdom Nidaros, erheen reisde en enkel lege boerderijen vond. Archeologische bewijzen tonen echter aan dat de Westelijke Nederzetting pas ophield te bestaan ergens tussen 1360 en 1400. Er zijn ook uit de eindperiode archeologische bewijzen van contact met de Oostelijke Nederzetting gevonden (en geen bewijzen van een plots einde door geweld, ziekte of hongersnood).
Vermoedelijk zijn klimaatverandering en stijgende concurrentie met de inheemse bevolking, onder andere met betrekking tot de noordelijke jachtgebieden, mee verantwoordelijk voor het einde van de nederzetting, al is dat niet zeker. Mogelijks werd de nederzetting op een ordentelijke wijze verlaten, al staat dat ook bij historici onder discussie.